# Hyman Chonon Berkowitz
Hyamn Chonon Berkowitz (1895-1945) fue un autor estadounidense de origen lituano, estudioso de la figura del escritor español Benito Pérez Galdós.

## Biografía
Nacido en Lituania el 27 de enero de 1895, emigró joven a los Estados Unidos, donde trabajaría a lo largo de su vida como profesor en la Universidad de Wisconsin. Fue autor de la obra Spanish Liberal Crusader, publicada de forma póstuma por The University of Wisconsin Press en 1948, que ha sido considerada la primera biografía completa de Galdós. Falleció el 17 de enero de 1945.